# Banque Saudi Fransi
Banque Saudi Fransi (рус. Саудовско-французский банк, араб. البنك السعودي الفرنسي‎) — коммерческий банк, основанный королевским указом №23 4 июня 1977.
BSF находится в стратегическом партнёрстве с компанией Credit Agricole, которой принадлежит 31,1% капитала банка, и входит в Credit Agricole Group, что является одним из 7 крупнейших банков еврозоны с ТЗ акционерного капитала.  Заявленные цели BSF — предоставление всех типов банковских коммерческих услуг местным и международным клиентам и формирование близких долгосрочных бизнес-отношений со всеми клиентами и завоёвывание их доверия путём обеспечения высокого сервиса в банковском деле и предоставление инновационных и индивидуальных финансовых решений. Штаб-квартира банка находится в Эр-Рияде, также имеются 3 региональных представительства в Хайбаре, эр-Рияде и Джидде, вдобавок к 104 отделениям.
Банк поддерживает программы экономических реформ саудовского правительства и ратифицировал меморандум Министерства социальных дел по кооперации поддержки усилий министерства, объединения благотворительной деятельности, пожертвований и участие в кампаниях СМИ по улучшению общественной осведомлённости.